# Penitent Peak
Penitent Peak är en bergstopp i Antarktis. Den ligger i Västantarktis. Argentina, Chile och Storbritannien gör anspråk på området. Toppen på Penitent Peak är 594 meter över havet.
Terrängen runt Penitent Peak är kuperad. Havet är nära Penitent Peak åt sydväst. Trakten är obefolkad. Det finns inga samhällen i närheten.